# جيانفرانكو بيلوتو
جيانفرانكو بيلوتو (بالإيطالية: Gianfranco Bellotto)‏ (كامبوسامبيرو، 2 يوليو 1949) هو مدير كرة قدم إيطالي ولاعب كرة قدم سابق، والذي لعب كلاعب خط وسط. شغل منصب المدير الفني للعديد من فرق كرة القدم الإيطالية مثل مودينا وسامبدوريا وفينيزيا. من بين أمور أخرى، حصل على بطولة دوري الدرجة الثانية وكأس كابودانو وكأس ريد ليف.